# تشرتش شكلتش (تشيشير)
تشرتش شكلتش (بالإنجليزية: Church Shocklach)‏ هي قرية و أبرشية مدنية تقع في المملكة المتحدة في إنجلترا.  يقدر عدد سكانها بـ 113 نسمة .